# مدرع حقيقي
المدرع الحقيقي (الاسم العلمي: Euphractus) هو جنس من الحيوانات يتبع فصيلة المدرعات المتدثرة وأشباهها من رتبة الحزاميات.

## أنواع المدرع الحقيقي
- مدرع سداسي الأحزمة